# Такер, Джастин
Джастин Такер (англ. Justin Tucker ) (род. 21 ноября 1989) — американский футболист, выступающий за футбольную команду НФЛ «Балтимор Рэйвенс» на позиции кикера.

## Карьера

### Начало
Был выбран «Балтимор Рэйвенс» после драфта 2012 года в качестве незадрафтованного агента. После того, как Джастин успешно прошёл предсезонные сборы, руководство команды приняло решение заключить с ним контракт. В свой первый год в НФЛ Джастин Такер стал победителем Супербоула XLVII.

### Сезон 2021 и рекорд НФЛ
Он побил рекорд за все времена истории НФЛ , когда 26 сентября 2021 года ударил и забил 66-ярдовый филд-гол , чтобы выиграть игру для Балтимора против Детройт Лайонс по истечении времени в сезоне 2021 в самом длинном филд-голе , когда либо забитым в НФЛ и вторым в любой лиге с учетом удара Ове Юханссоном в студенческом футболе. 